# Elite Soccer
Elite Soccer är ett fotbollsspel till Super Nintendo som släpptes i augusti 1994. Det går att spela med landslag och klubblag i vänskapsmatcher, ligaspel eller turneringar. Spelet finns även till Game Boy. Man kan redigera laguppställningarna på en mängd olika sätt för att få det att passa ens egen stil. I Super Nintendo versionen kan man spela med 32 olika landslag.